# Chaenorhinum
Chaenorhinum  és un gènere de plantes amb flors de la família de les plantaginàcies, encara que tradicionalment havia estat classificat dins de les escrofulariàcies.
Estan emparentades amb altres espècies amb flors semblants als "conillets", zigomòrfiques, encaputxades, lobulades i que tenen un esperó al darrere de la flor, per això en algunes obres de referència inclouen aquest gènere dins de Linaria. La part inicial del nom (Chaeno-) en grec antic fa referència a que els dos llavis de la flor estan entreoberts, no completament tancats.
Inclou prop de 30 espècies d'herbes anuals i perennes natives de la conca del Mediterrani, Europa i Àsia occidental fins a l'Himàlaia occidental. Creixen normalment en ambients rocosos, zones pedregoses seques i tarteres. Moltes d'elles són endemismes ibèrics o ibero-magrebins.
El matacabrit (Ch.minus), és una mala herba dels camps i vores de camins i seria l'espècie més coneguda i amb una àrea de distribució més àmplia.
Als Països Catalans hi viuen unes 6 espècies, amb algunes subespècies que hom considera espècies diferents:
- Chaenorhinum macropodum (Boiss. & Reut.)Lange:
- Chaenorhinum origanifolium (L.) Kostel.
  - ssp cadevallii (=Chaenorhinum flexuosum (Desf.) Lange))
  - ssp crassifolia (=Chaenorhinum crassifolium (Cav.) Kostel.)
  - ssp origanifolia
- Chaenorhinum serpyllifolium (Lange) Lange
  - ssp serpyllifolium
  - ssp robustum (=Chaenorhinum robustum Loscos)
- Chaenorhinum rubrifolium (Robill. & Castagne ex DC.) Fourr.
  - ssp rubrifolium
  - ssp formenterae (=Chaenorhinum formenterae Gand.
- Chaenorhinum minus (L.) Lange
- Chaenorhinum tenellum (Cav.) Lange

Tradicionalment aquest gènere havia estat inclòs a la família de les escrofulariàcies, però els estudis moleculars i genètics duts a terme pel Grup per a la filogènia de les angiospermes van trobar major afinitat i parentiu amb les plantaginàcies.

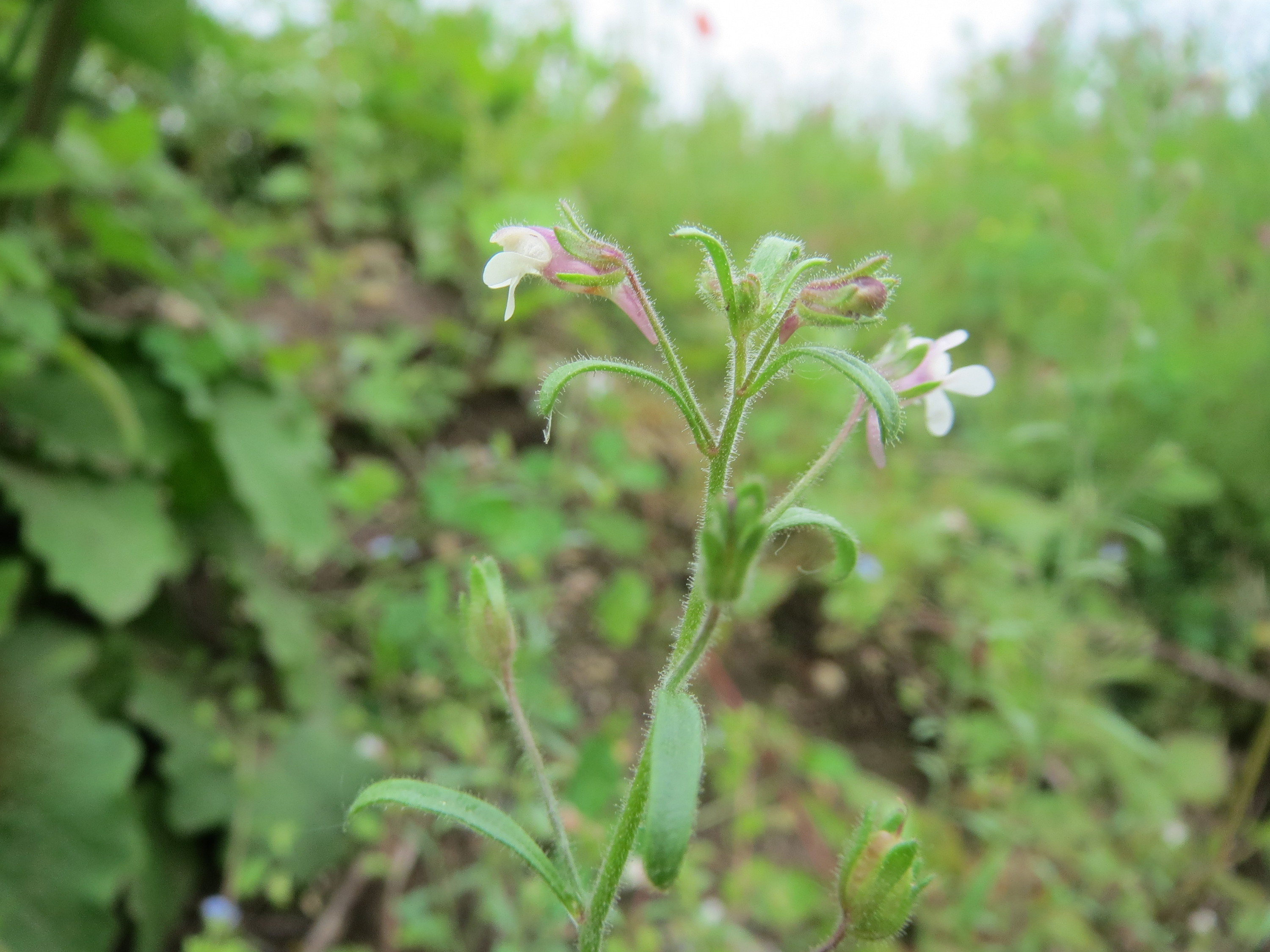
Ch.minus: Flors amb un esperó.
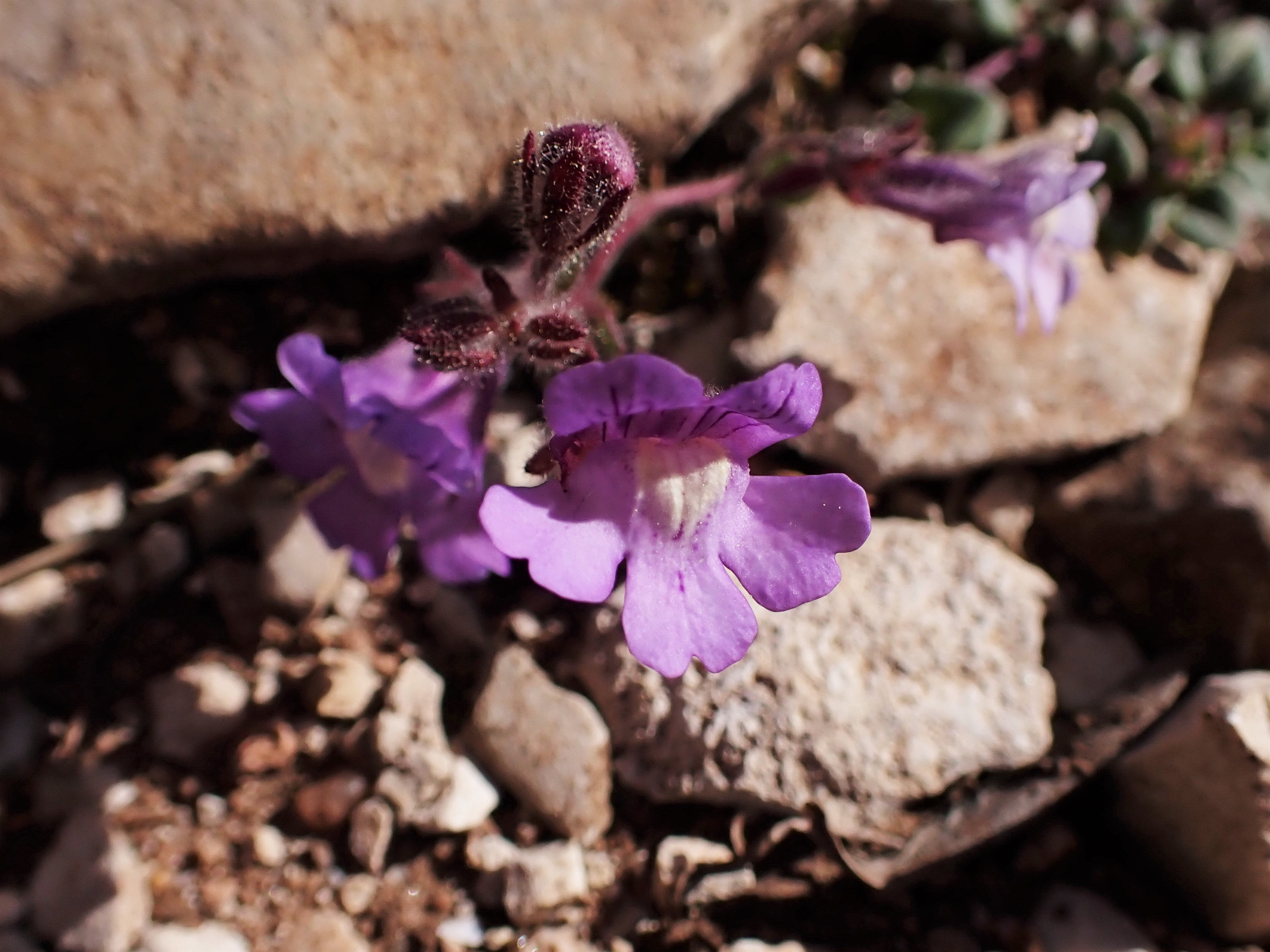
Ch.origanifolium : Flors zigomorfes amb dos llavis no completament tancats.
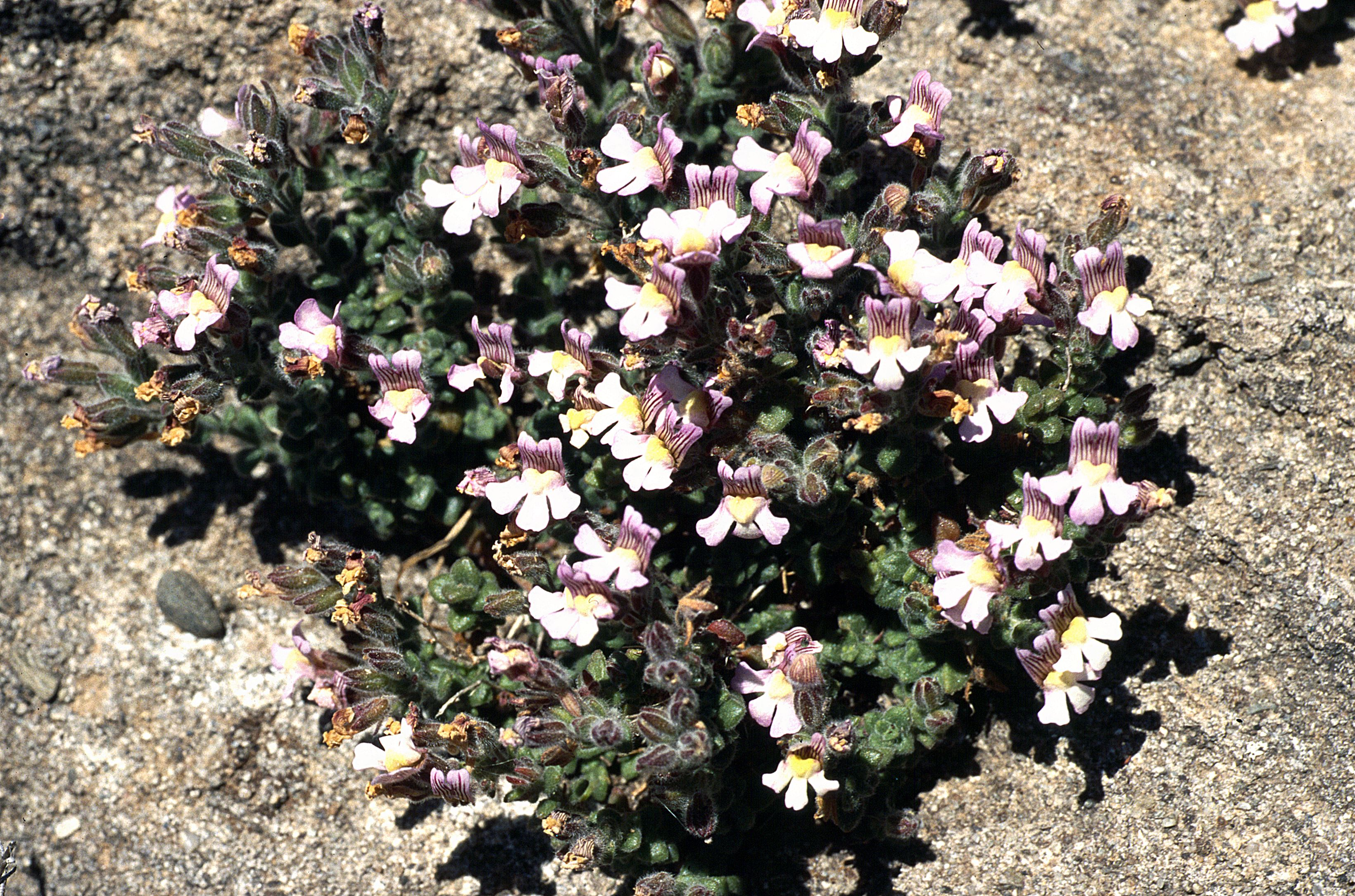
Ch.villosum, una espècie del sud d'Espanya.